# Loren Pallatier
Vous pouvez aider à l'améliorer ou bien discuter des problèmes sur sa page de discussion.
- Certaines informations devraient être mieux reliées aux sources mentionnées dans la bibliographie ou les liens externes. Améliorez sa vérifiabilité en les associant par des références. (Marqué depuis mai 2023)
- Il est orphelin : moins de trois articles lui sont liés. Aidez à ajouter des liens en plaçant le code [[Loren Pallatier]] dans les articles relatifs au sujet. (Marqué depuis mars 2020)

Pour les articles homonymes, voir Loren.
Laurent Pallatier, dit Loren Pallatier, né à Paris en 1960, est un artiste plasticien français.

## Biographie
Après des études littéraires (dessin et arts plastiques), il part pour l'École nationale de tauromachie de Madrid. À la suite d'une blessure en 1982, il s'oriente vers la peinture et s'installe en Espagne où il vit toujours.
Il suit l'École des Arts et Métiers de Séville, devient le dessinateur de revues spécialisées et collabore à plusieurs expositions collectives puis personnelles. Il s'intéresse particulièrement à la tauromachie. Spécialisé dans l'art contemporain, il élargit son champ d'intervention puisque la Manufacture de la tapisserie d'Aubusson le choisit pour illustrer l'une de ses collections[réf. nécessaire].
Il est à l'origine de la toréographie où il utilise la muleta comme pinceau pour écrire le toréo, la calligraphie du torero.
Pour l'une de ses œuvres, il s'est enfermé dans les corrals des arènes de Vic-Fezensac (Gers), avec pour objectif d'observer et de peindre son modèle,.